# Ликимний
Ликимний (др.-греч. Λῐκύμνιος) — персонаж древнегреческой мифологии. Сын Электриона и Мидеи. Уцелел в бою с сыновьями Птерелая, так как был очень юным. Прибыл в Фивы вместе с Амфитрионом и женился на Перимеде (дочери Алкея). Вместе с Гераклом покинул Фивы и прибыл в Тиринф. Эон, сын Ликимния, был убит сыновьями Гиппокоонта в Лакедемоне.
Геракл посылал его в Дельфы перед своей смертью. Тлеполем нечаянно убил Ликимния в первый период пребывания Гераклидов в Пелопоннесе. По другому рассказу, после поражения Гилла Ликимний с сыновьями и Тлеполем были добровольно приняты аргосцами и поселились в Аргосе, в ссоре Ликимний был убит Тлеполемом посохом из тугой оливы.
В Аргосе его могила. Его именем назван акрополь Тиринфа.
Действующее лицо трагедии Еврипида «Ликимний» и Ксенокла Старшего «Ликимний».